# Мишень (фильм, 1985)
«Мишень» (англ. Target) — кинофильм режиссёра Артура Пенна.

## Сюжет
Тихая и размеренная жизнь техасца Уолтера Ллойда нарушается известием о пропаже его жены, Данны Ллойд. Она решила провести отпуск в Европе, но исчезла во время путешествия в Париже. Уолтер с сыном Крисом, не принимающим образ жизни отца, немедленно собираются и вылетают во французскую столицу на поиски. Именно здесь сын сделает шокирующее открытие, что его отец — отставной агент ЦРУ, а похищение матери. возможно, связано с его прошлыми делами.

## В ролях
| Актёр             | Роль                                |
| ----------------- | ----------------------------------- |
| Джин Хэкмен       | Уолтер Ллойд / Дункан (Дьюк) Поттер |
| Мэтт Диллон       | Крис Ллойд / Дерек Поттер           |
| Гейл Ханникат     | Донна Ллойд                         |
| Йозеф Зоммер      | Барни Тэбер                         |
| Гай Бойд          | Клей                                |
| Виктория Фёдорова | Лизи                                |
| Герберт Бергхоф   | Шрёдер                              |
| Илона Грюбель     | Карла                               |
| Джеймс Селби      | Росс                                |
| Рэй Фрай          | Мэйсон                              |
| Томас Гневса      | Хэнке                               |
| Жан-Поль Дюбуа    | Очки / убийца                       |
| Рихард Мюнх       | Полковник                           |